# ネクスト・ポジション・プリーズ
『ネクスト・ポジション・プリーズ』（Next Position Please）は、チープ・トリックが1983年に発表した7作目のスタジオ・アルバム。

## 背景
トッド・ラングレンがプロデューサーに起用され、ラングレンは自作曲「ヘヴンズ・フォーリング」も提供した。ただし、ザ・モーターズ（The Motors）のカヴァー「ダンシング・ザ・ナイト・アウェイ」は、バンド自身とイアン・テイラーが共同でプロデュースした。
オリジナルLPは12曲入りだったが、カセットでは「ユー・トーク・トゥー・マッチ」と「ドント・メイク・アワ・ラヴ・ア・クライム」の2曲が追加され、CDも同様に14曲入りとなった。また、2006年3月にデジタル・ダウンロードでリリースされた本作のオーソライズド・ヴァージョンには、CDやカセットにも収録されていなかった「Twisted Heart」と「Don't Hit Me With Love」が追加された。

## 反響・評価
セールス的には成功を収められず、アメリカのBillboard 200では61位に終わり、『天国の罠』（1978年）以来続いていたトップ50入りを逃す結果となった。
音楽評論家のStephen Thomas Erlewineはオールミュージックにおいて、ラングレンのプロデュースについては「チープ・トリックにユートピアのレコードと間違われやすい作品を作らせた」「異様なほどユートピアの『悪夢の惑星』を思い起こさせるサウンド」と評し、リック・ニールセンの作った曲については「『天国の罠』以来最も優れた楽曲群」と評している。

## 収録曲
特記なき楽曲はリック・ニールセン作。LPには7.と14.は収録されていない。
1. アイ・キャント・テイク・イット - "I Can't Take It" (Robin Zander) - 3:28
2. ボーダーライン - "Borderline" - 3:34
3. 愛の掟 - "I Don't Love Here Anymore" - 3:51
4. ネクスト・ポジション・プリーズ - "Next Position Please" - 2:51
5. ヤンガー・ガールズ - "Younger Girls" (Rick Nielsen, R. Zander)- 3:14
6. ダンシング・ザ・ナイト・アウェイ - "Dancing the Night Away" (Andy McMaster, Nick Garvey) - 4:58
7. ユー・トーク・トゥー・マッチ - "You Talk Too Much" - 1:55
8. 3-D - "3-D" - 3:37
9. ユー・セイ・ジャンプ - "You Say Jump" - 3:06
10. Y.O.Y.O.Y. (遥かなる愛) - "Y.O.Y.O.Y." - 4:54
11. ノー・フォー・アン・アンサー - "Won't Take No for an Answer" - 3:13
12. ヘヴンズ・フォーリング - "Heaven's Falling" (Todd Rundgren) - 3:48
13. インヴェーダーズ・オブ・ザ・ハート - "Invaders of the Heart" - 4:00
14. ドント・メイク・アワ・ラヴ・ア・クライム - "Don't Make Our Love a Crime" - 3:44

## 参加ミュージシャン
- ロビン・ザンダー - ボーカル
- リック・ニールセン - ギター、キーボード
- ジョン・ブラント - ベース
- バン・E・カルロス - ドラムス